# Segundo ensanche de La Coruña

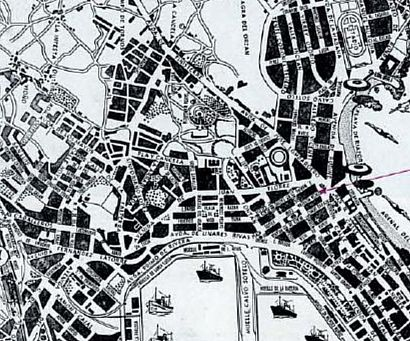
Plano segundo ensanche

El segundo ensanche de La Coruña fue un proyecto urbanístico aprobado en 1910 que marcó una etapa significativa en la expansión y modernización de esta ciudad gallega a principios del siglo XX. Diseñado en 1906 por el arquitecto municipal Pedro Mariño y el ingeniero Emilio Pan de Soraluce, el plan buscaba dar continuidad al primer ensanche, adaptándose a las nuevas demandas de una población en crecimiento.

## Contexto y aprobación

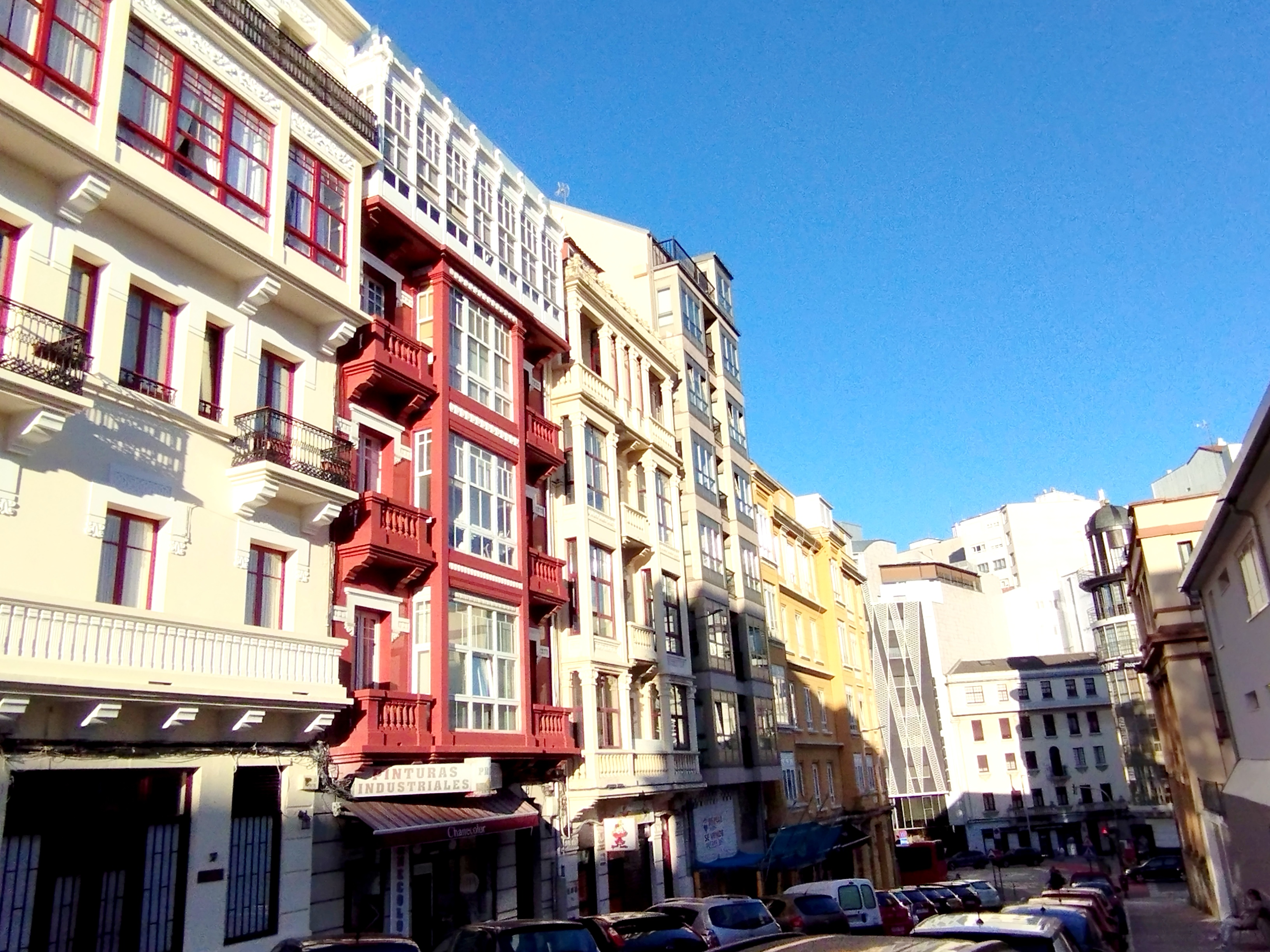
Calle Castro Chané. Cuatro Caminos

El primer ensanche, aunque significativo, resultó insuficiente para satisfacer las necesidades de la ciudad en plena transformación económica y social. En ese contexto, surgió el segundo ensanche como respuesta a la creciente demanda de viviendas y espacios urbanos. El proyecto fue publicado en 1907 siendo aprobado definitivamente el 24 de mayo de 1910.

## Características del proyecto

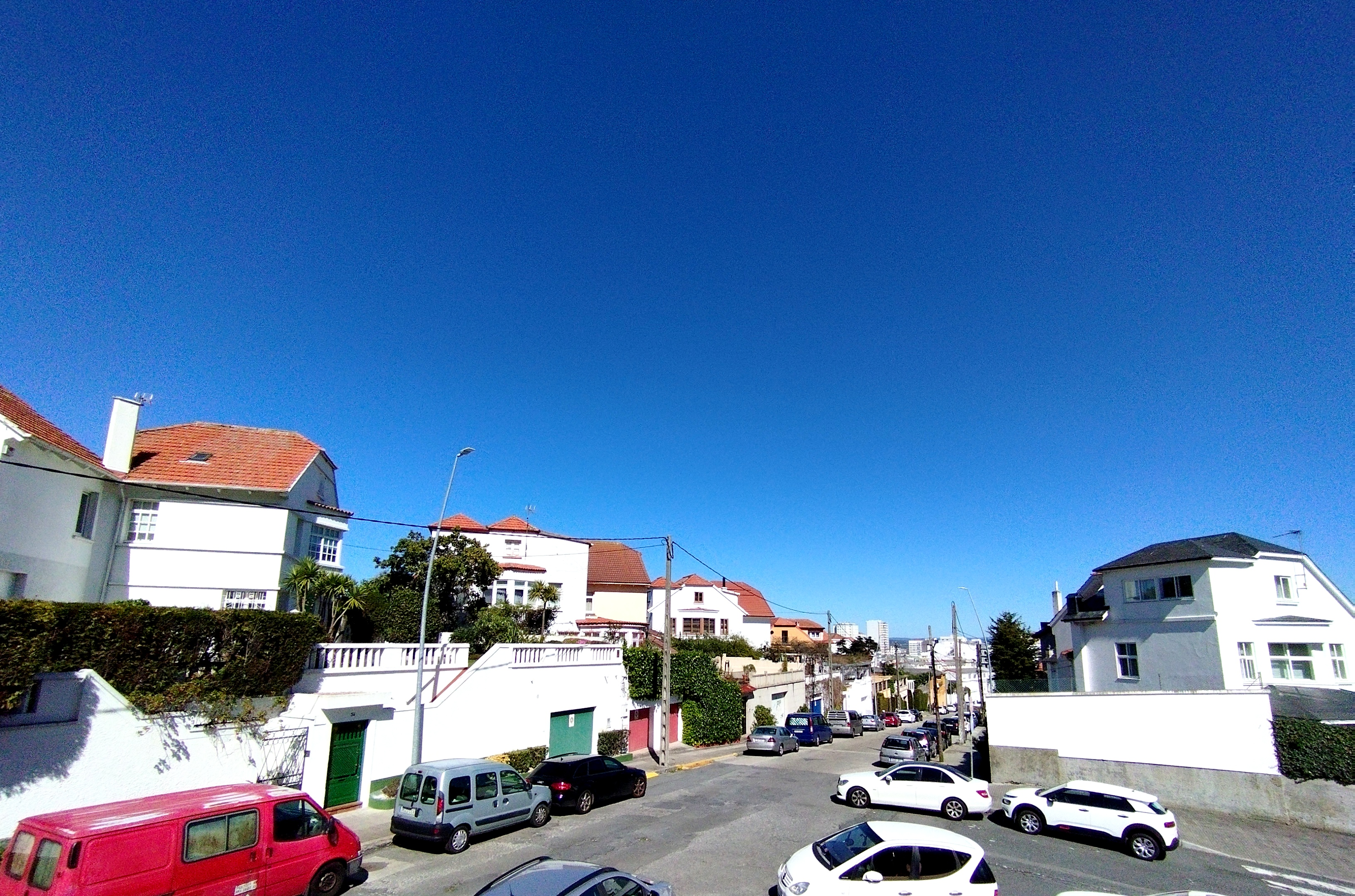
Ciudad Jardín. Zona Riazor

El segundo ensanche abarcó áreas periféricas como Juan Flórez, La Palloza, Santa Margarita, Santa Lucía, Riazor, Os Mallos y los alrededores de la antigua estación de ferrocarril. Entre sus propuestas destacaban: la creación de espacios industriales; colonias obreras (como el grupo de viviendas Juan Canalejo de Juan González Cebrián de 1943); parques urbanos (tal que el parque de Santa Margarita) y la urbanización de nuevas zonas residenciales siguiendo modelos como Ciudad Jardín.

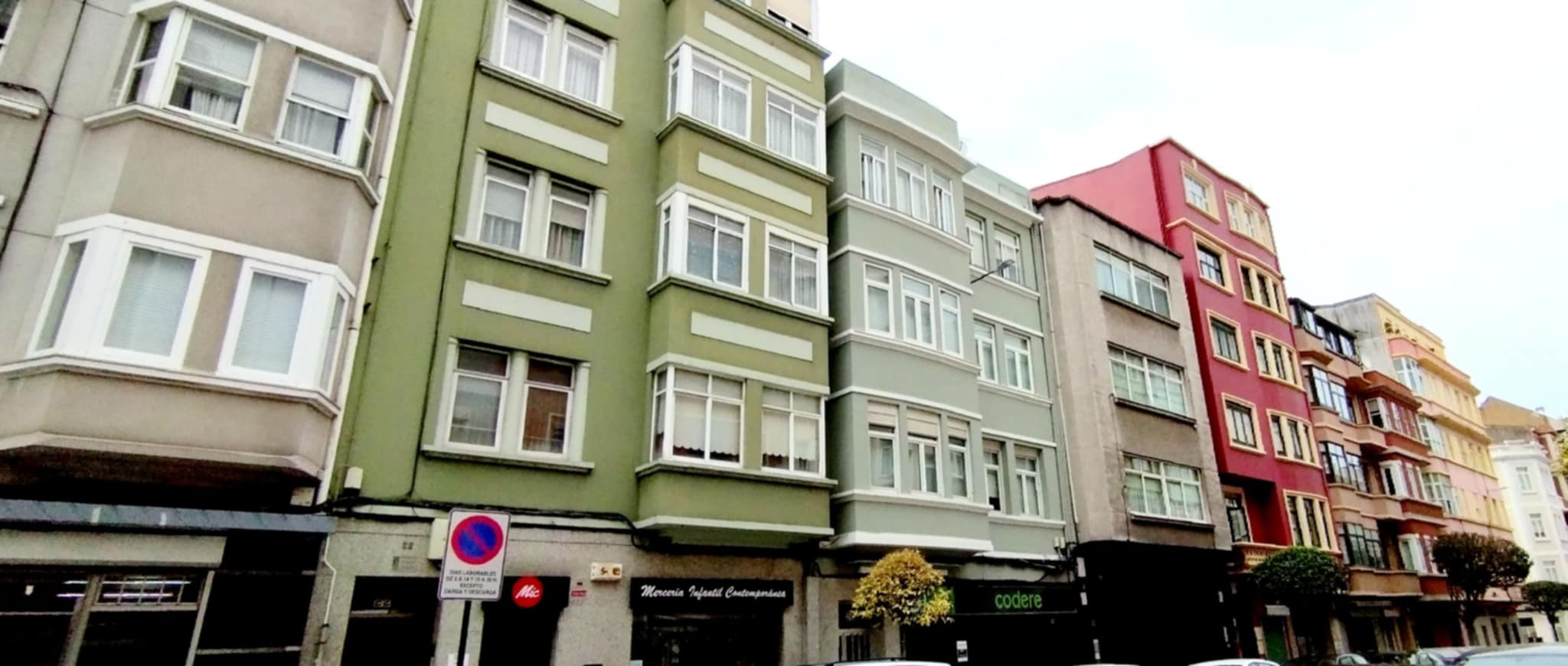
VI del Ensanche. Os Mallos

El diseño del proyecto también incluía mejoras en el saneamiento y equipamientos urbanos, aunque muchas propuestas no llegaron a ejecutarse por completo. Las intervenciones realizadas se limitaron principalmente a planes de alineación y algunas transformaciones específicas que se adaptaban a los trazados de las edificaciones existentes (generando irregularidades en la trama). Entre las modificaciones más destacadas se encuentran: 
- La creación de Ciudad Jardín sobre el terreno originalmente destinado a un gran parque.
- La reorganización en 1935 del área comprendida entre la Avenida de Finisterre, la Avenida Buenos Aires y Ciudad Jardín, que culminó con la construcción de la Plaza Maestro Mateo.

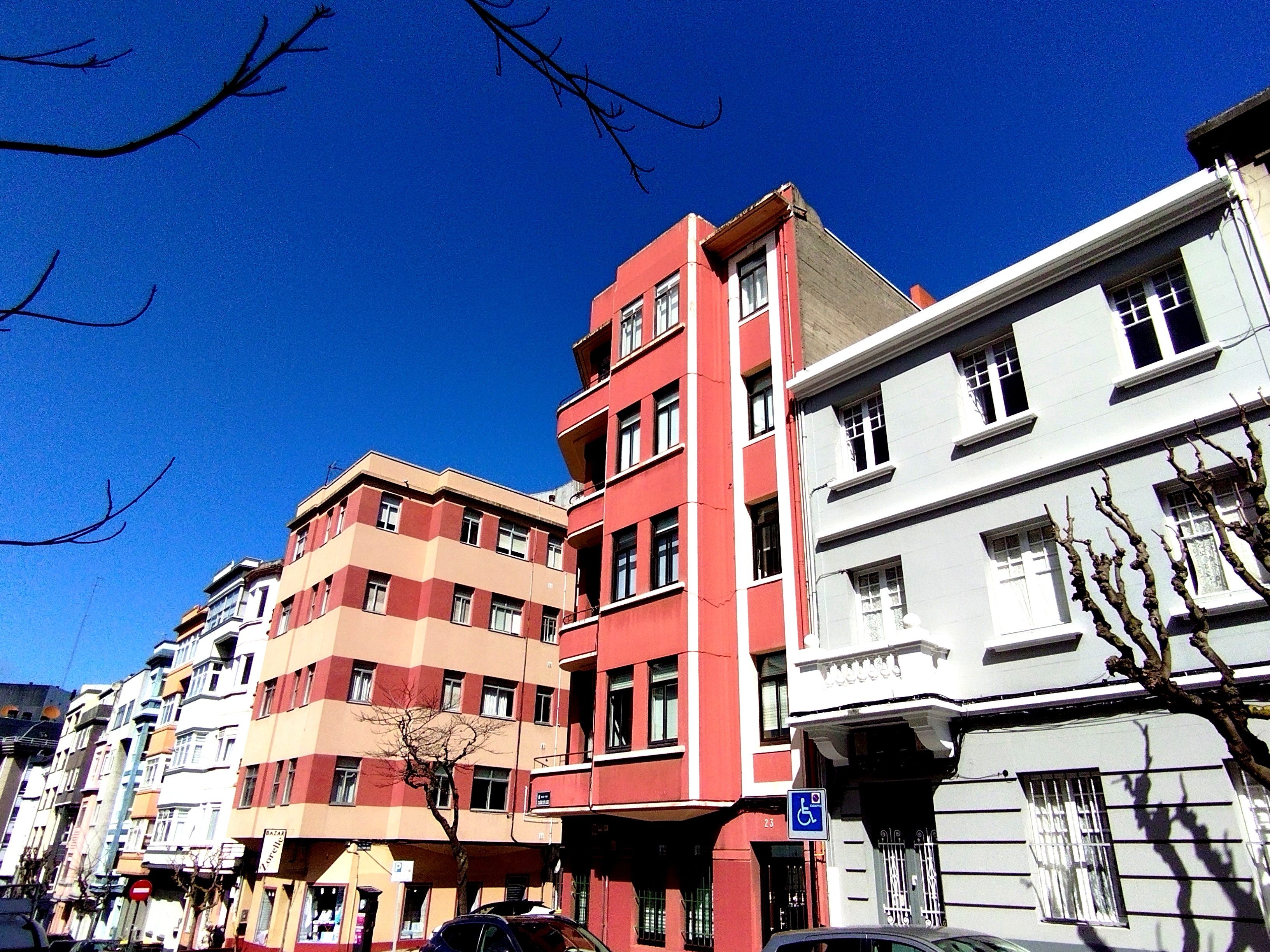
Calle Ciudad de Lugo. Zona Santa Margarita

- La transformación del área de Riazor con la construcción del Estadio Municipal.

El segundo ensanche también contribuyó al desarrollo urbano de zonas como Santa Margarita, Cuatro Caminos hasta las estaciones ferroviarias del Norte y San Cristóbal 

## Arquitectura del segundo ensanche de La Coruña

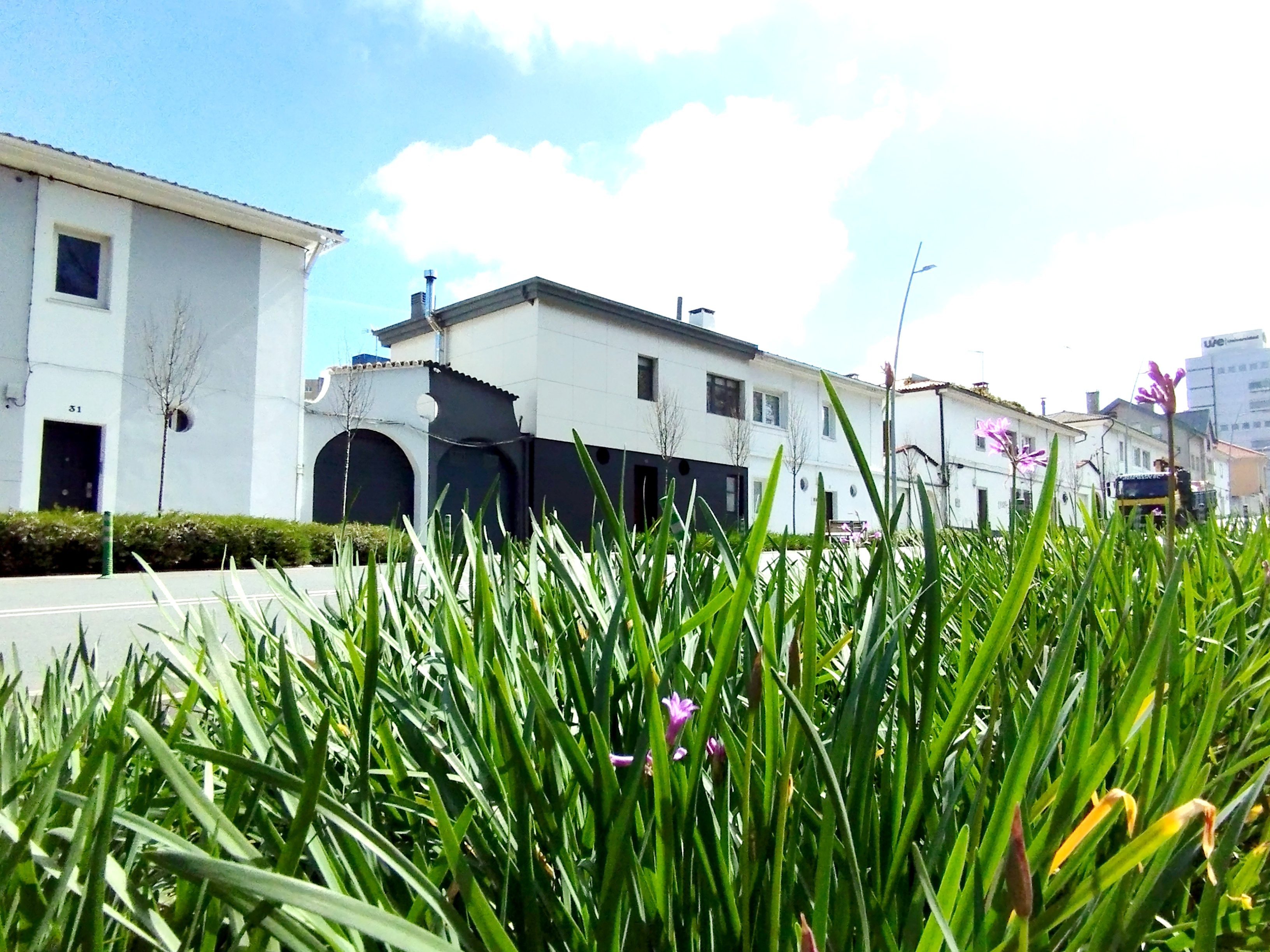
Colonia de viviendas unifamiliares Juan Canalejo. Os Mallos-Santa Margarita

El segundo ensanche de A Coruña destaca por la diversidad estilística de sus edificaciones, donde predominan dos corrientes principales: el eclecticismo y el racionalismo. Estas tendencias arquitectónicas reflejan la evolución de la ciudad durante la primera mitad del siglo XX, adaptándose a las necesidades urbanísticas y sociales de la época.
El eclecticismo fue el estilo predominante en las primeras fases del segundo ensanche. Se caracterizaba por la combinación de elementos de diferentes estilos históricos como influencias del modernismo, art déco y neoclasicismo, con una transición gradual hacia formas más sobrias que anticiparon el racionalismo. 
A partir de principios de 1930, el racionalismo comenzó a ganar protagonismo en el segundo ensanche. Este estilo se caracterizaba por su sobriedad decorativa, líneas limpias y funcionalidad, marcando un contraste con el eclecticismo anterior. Este estilo también se expandió a zonas periféricas como Os Mallos, Santa Margarita y Cuatro Caminos, impulsado por iniciativas como la Ley Salmón, que favoreció la construcción económica de viviendas para acoger a la creciente clase obrera.
Aunque no se ejecutó en su totalidad, el segundo ensanche sentó las bases para el desarrollo urbano moderno de La Coruña durante gran parte del siglo XX. Su trazado influyó significativamente en la estructura urbana actual, dejando una huella visible en barrios clave de la ciudad. Además, reflejó las tensiones entre los modelos urbanísticos idealizados y las limitaciones prácticas derivadas del crecimiento desordenado por la preexistencia de edificaciones en el trazado.